# Landbus Montafon
Der Landbus Montafon ist ein Teil des Vorarlberger Landbussystems. Der Landbus Montafon ist auf Basis eines Gemeindeverbands organisiert, welcher sich aus den Gemeinden des Montafon zusammensetzt. Betreiber ist die mbs Bus GmbH.

## Liniennetz
Der Landbus Montafon ist in das Liniennetz des Verkehrsverbund Vorarlberg integriert und wurde bis 2022 mit Liniennummern von 82a bis 88 sowie N6 bezeichnet. Parallel verlaufende Linien sind häufig alternierend getaktet, sodass sich aus zwei 30-Minuten-Takten ein 15-Minuten-Takt oder aus zwei 60-Minuten-Takten ein 30-Minuten-Takt ergibt. Ab Dezember 2022 wurden die Liniennummern von zwei- auf dreistellig umgestellt, um doppelte Liniennummern der verschiedenen Busregionen Vorarlbergs zu vermeiden. Diese dreistelligen Nummern wurden im Oktober 2022 vorgestellt. Der Landbus Montafon wird seitdem mit dem Nummernkreis 6xx bezeichnet.
| Linien (ab Dez. 2022) | Linie (bis Nov. 2022) | Verlauf                                                                                                | Takt werktags    | Takt samstags    | Takt an Sonn- und Feiertagen |
| --------------------- | --------------------- | --- | ---------------- | ---------------- | ---------------------------- |
| 621                   | 82a                   | Schruns – Gantschier – Golmerbahn – Vandans – Golmerbanhn – Gantschier – Schruns                       | einzelne Fahrten | einzelne Fahrten | einzelne Fahrten             |
| 622                   | 82b                   | Vandans Bahnhof – Golmerbahn – Zwischenbach – Vens – Vandans Bahnhof                                   | 30 min/60 min    | 30 min/60 min    | 30 min/60 min                |
| 623                   | 82c                   | Vandans Bahnhof – Golmerbahn – Gantschier – Vandans Bahnhof                                            | unregelmäßig     | unregelmäßig     | unregelmäßig                 |
| 624                   | 82d                   | Vandans – St. Anton im Montafon – Vandans (Nur im Winter)                                              | unregelmäßig     | unregelmäßig     | unregelmäßig                 |
| 640                   | 84                    | Schruns – Bartholomäberg – Innerberg                                                                   | 60 min           | 60 min           | 60 min                       |
| 641                   | 84a                   | Schruns – Vandans – St. Anton im Montafon – Bartholomäberg – St. Anton im Montafon – Vandans – Schruns | einzelne Fahrten | –                | –                            |
| 650 Sommer            | 85 Sommer             | Schruns – St. Gallenkirch – Gaschurn – Partenen – Bielerhöhe – (Stausee Kops)                          | 30 min/60 min    | 30 min/60 min    | 30 min/60 min                |
| 650 Winter            | 85 Winter             | Schruns – St. Gallenkirch – Gaschurn – Partenen                                                        | 30 min/60 min    | 30 min/60 min    | 30 min/60 min                |
| 651                   | 85b                   | Schruns – Tschagguns Zelfen – St. Gallenkirch – Gaschurn – Partenen (Nur im Winter)                    | einzelne Fahrten | einzelne Fahrten | einzelne Fahrten             |
| 655                   | 85a                   | St. Anton im Montafon – Vandans – Schruns – Vandans – St. Anton im Montafon (Nur im Winter)            | einzelne Fahrten | einzelne Fahrten | einzelne Fahrten             |
| 670 Sommer            | 87 Sommer             | Schruns – St. Gallenkirch – Gargellen                                                                  | einzelne Fahrten | einzelne Fahrten | einzelne Fahrten             |
| 670 Winter            | 87 Winter             | Schruns – St. Gallenkirch – Gargellen                                                                  | unregelmäßig     | unregelmäßig     | unregelmäßig                 |
| 680                   | 88                    | Schruns – Silbertal                                                                                    | unregelmäßig     | unregelmäßig     | unregelmäßig                 |
| N6                    | N6                    | (St. Anton im Montafon) – Schruns – Gaschurn – Partenen                                                | 60 min           | 60 min           | 60 min                       |